# Bad Köstritz
Bad Köstritz je grad u okrugu Greiz, u Tirnigiji, Njemačka. Nalazi se na rijeci Weiße Elster, 7 km sjeverozapadno od Gera. Bad Köstritz je poznat po pivovari Köstritzer Brauerei i njegovom Schwarzbier (crno pivo).

## Znamenitosti
- Kuća Heinricha Schütza, muzej
- Općinski park

## Gradovi partneri
- Bad Arolsen, Njemačka
- Bitburg, Njemačka
- Gera, Njemačka (od 2007.)

## Vanjske poveznice
|  | Zajednički poslužitelj ima još gradiva o temi Bad Köstritz |

- Službene stranice